# Масакр Немаца на Рогозни 1944.
Масакр Немаца на Рогозни представља сукоб четника 2. косовског корпуса и немачких јединица из Армијске групе Е на планини Рогозни између Косовске Митровице и Новог Пазара новембра 1944. године.
Јесени 1944. године колоне Немаца повлачиле су се из Грчке, поред осталог и преко територије 2. косовског корпуса мајора Жике Марковића. Немци су ишли од Косовске Митровице према Новом Пазару, најкраћим друмом, који је водио преко планине Рогозне. Четничке извиднице јавиле су мајору Марковићу да се ка Рогозни креће колона од 60 до 70 коњских кола, на којима је седело 10 до 12 војника. Извиднице су, такође, уочиле да Немци са собом воде 30 до 35 ратних заробљеника, који су пешачили.
Мајор Марковић је наредио да се на најпогоднијем месту постави заседа, у дужини од једног километра, тако да обухвати целу колону. Четник 2. косовског корпуса, учесник борбе, Младен Максимовић, пише:
Када је колона ушла у заседу напали смо их са свих страна. Највише смо их побили у колима. Ретко ко је успео из њих да искочи. Остали су се предали. Ми нисмо имали ни једног мртвог нити рањеног борца. У време напада заробљеници су легли на земљу, тако да ни од њих нико није страдао. Међу заробљеницима је било 11 Американаца, 3 Енглеза, 2 Руса, неколико Грка и Бугара... У товару ове немачке колоне било је свега и свачега. Опљачкале Швабе доста тога, потовариле и мислиле да носе кући, али ни живу главу нису однели.
Један од тројице спашених Енглеза био је Џон Лодвик, који је о овој борби, и потоњим догађајима, 7. јула 1946. године у часопису Спектатор објавио следећи чланак:
У новембру 1944. године, као немачки заробљеник, ослобођен сам од четника под командом мајора Марковића, близу Косовске Митровице у Србији. Једног елитнијег британског официра, три војника, 11 америчких ваздухопловаца, 26 Бугара и 380 Руса ослободила је иста бригада у истом месецу... Ни један (Немац) није заробљен, већ је непријатељ оставио у тронедељној борби не мање од 800 мртвих. Даље, знајући да смо ми Британци разорни људи, Марковић нам је по Михаиловићевом наређењу дао слободне руке на железничкој линији која води на север ка Краљеву, и више трупних возова је избачено из колосека, а више пропуста дигнуто у ваздух са четничком помоћи. Стављено нам је на располагање две стотине хиљада Недићевих динара, да са њима допунимо наше веч ионако обилне оброке хране, ово опет по Михаиловићевом наређењу. У децембру, када су Немци отишли, ми, такође (Американци и Британци), рекли смо да морамо отићи. Ухватили смо везу са Бугарима и били пребачени до Софије... О партизанима се никад није чуло у овој области, али усиљеним маршем од Ниша они су је 'ослободили'. Тада су почели нападати Марковића...
Мештани села са Рогозне потврђују Лодвикове наводе да Немци нису заробљавани, већ да су ликвидирани. То се сматрало као освета за злочине које је Хитлерова солдатеска починила претходних година, у злогласним казненим експедицијама и одмаздама стотину за једнога. Нарочито се препричава случај једног Немца који је, мислећи да су га заробили партизани, изјавио да је комуниста. Њега стрељајте двапут, биле су речи мајора Марковића. Немац је наставио да преклиње, показујући слику жене и троје деце, на шта га је Марковић подсетио на стрељање српске деце у Крагујевцу и Краљеву. Само овај Немац је покопан - лешеве осталих растргле су звери - и то место на Рогозни мештани и данас зову Немцев гроб.